# Benjamin Brecknell Turner

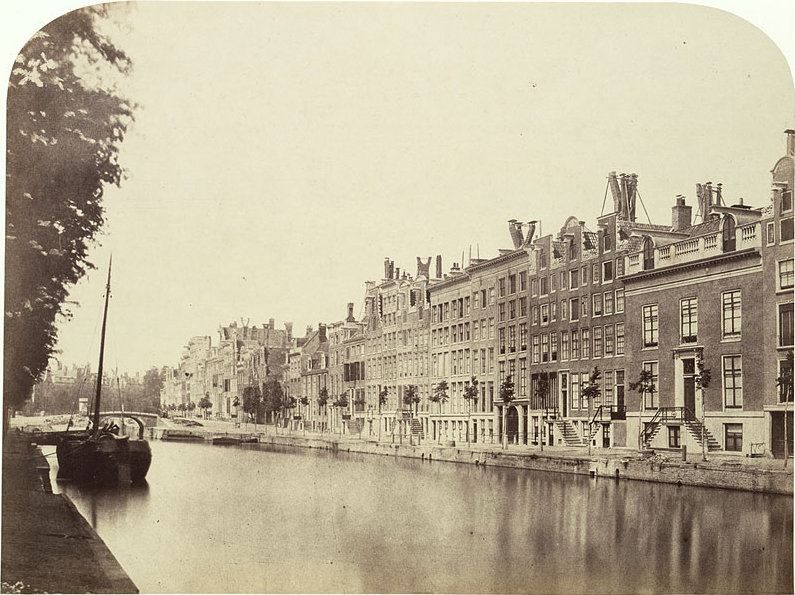
Amsterdam, Keizersgracht 1857

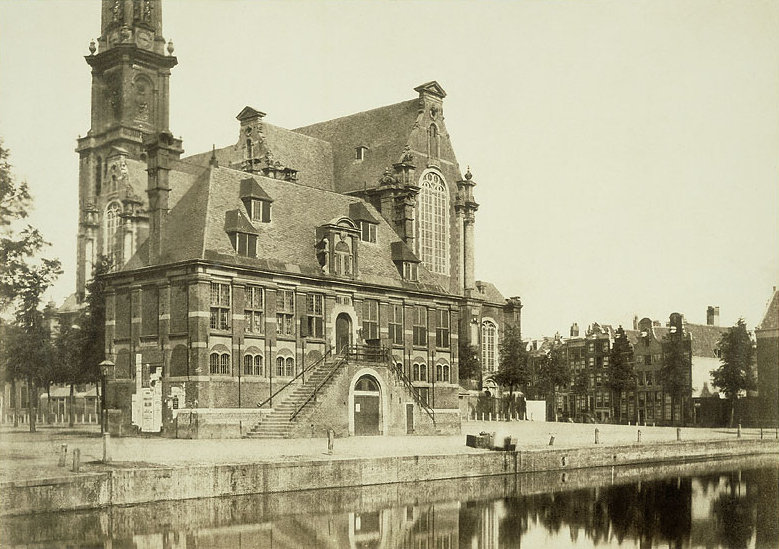
Amsterdam, Westerhal

Benjamin Brecknell Turner (12. května 1815, Londýn – 29. dubna 1894) byl jedním z prvních fotografů Británie a zakládající člen Královské fotografické společnosti v Londýně, která byla založena v roce 1853. Jeho obrazy byly založené na tradičně "malebném" stylu a tématech „staré“ generace malířů před ním.

## Život a dílo
Narodil se v Londýně jako nejstarší syn v rodině osmi dětí. V šestnácti letech se stal učedníkem u svého otce, který vyráběl mýdlo. Dne 17. srpna 1847 se oženil s Agnes Chamberlainovou pocházející z rodiny vlastnící firmu Royal Worcester.
V roce 1849 Turner zakoupil licenci pro pořizování fotografií na papírovém negativu (kalotypie neboli talbotypie), procesu vynálezce Williama Henryho Foxe Talbota. Rychle tuto formu fotografie zvládl a produkoval mnoho snímků již v 50. letech 19. století. Účastnil se mnoha fotografických výstav té doby.
V letech 1852 a 1854 Turner zkompiloval 60 vlastních fotografií do jedinečného alba Fotografické pohledy z přírody (Photographic Views from Nature). Sloužilo buď jako vzorník, pohodlný způsob prezentace fotografií pro osobní potěšení, pro představení kolegům nebo potenciálního vystavovatele. Album bylo v rodině Turner, než jej zakoupilo muzeum Victoria and Albert Museum v Londýně. Téměř třetina z fotografií v albu Turner jsou scény West Midlands county of Worcestershire.
Od poloviny 50. let působil ve studiu Dům skla (glass house studio) nad svými obchodními prostory v Londýně. Pořídil zde mnoho portrétů, ačkoli je pravděpodobně nikdy nevystavil. I když Turner je hlavně známý svými fotografiemi venkova a architektury pořizoval také portréty kde využíval jako modely rodinné příslušníky a obchodníky. Pro tyto obrázky často používal skleněné negativy, protože umožňovaly nejen krátké expoziční časy, ale také vysokou úroveň detailů.